# مارتین دو بروتوی
مارتین دو بروتوی (لهستانی: Martine de Breteuil؛ زادهٔ ۲۱ مارس ۱۹۰۸–۱۳ نوامبر ۲۰۰۷) بازیگر اوکراینی‌تبار اهل فرانسه بود. او در کودکی به‌همراه خانوادهٔ مادریش در جریان انقلاب روسیه به فرانسه مهاجرت کردند و در آنجا سکنی گزیدند.
از فیلم‌هایی که وی در آنها نقش داشته‌است می‌توان به عکس‌های کاروم، ژاندارم سن-تروپه، یویو، عشق ضروری و فلسفه در اتاق خواب اشاره کرد.